# 國際足協世界盃獎盃
國際足協世界盃奖盃（英語：FIFA World Cup Trophy）是颁发给世界杯足球赛冠军的金製獎盃。自世界杯1930年開始以来，曾使用兩款獎盃，分別是1930年至1970年使用的首代奖盃「雷米金盃」，以及1974年開始使用的第二代奖盃「大力神盃」。
雷米金盃，原名為「胜利」（Victory），後來为了纪念前主席朱尔·里梅，改名为雷米金盃（Jules Rimet Trophy）。雷米金盃由純銀鍍金和青金岩製成，獎盃的造型為希臘神話中的胜利女神尼刻。1970年世界盃中，巴西國家足球隊成功奪冠，成為首支贏得3次世界盃的球隊，能永久保存雷米金盃，因此公開招標設計新的獎盃。1983年，雷米金盃被盜，至今仍下落不明。
大力神盃於1974年世界盃開始使用，高度為36.8厘米，重6.175公斤，由5公斤的18K金鑄成，基座則為孔雀石。獎盃由意大利公司Stabilimento Artistico Bertoni製造，造型為兩個人雙手高舉地球。目前持有大力神盃的為2022年世界杯冠军隊阿根廷国家足球队。

## 雷米金盃

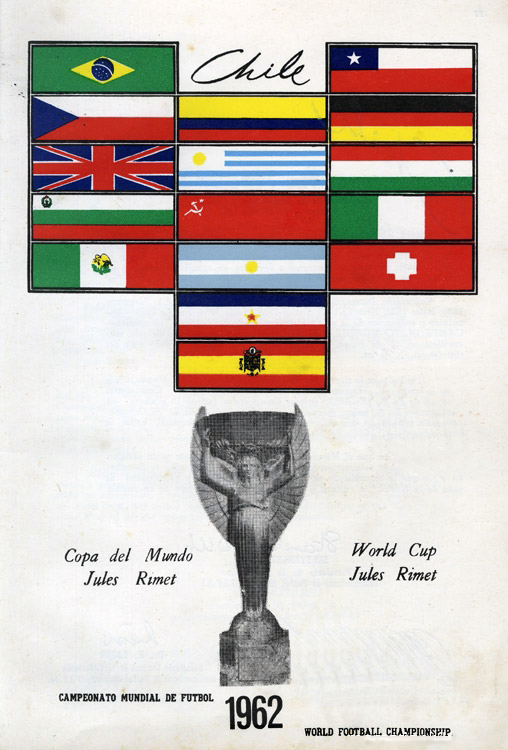
1962年世界盃的海報，圖中的獎盃為雷米金盃

雷米金盃為首個世界盃獎盃，原名為「勝利」（Victory），又稱作「胜利女神盃」。1946年，召開會議，將獎盃定名為雷米金盃（Jules Rimet Trophy），以紀念前主席於1929年推動投票通過成立世界盃足球賽。雷米金盃由法國雕刻家阿贝尔·拉夫勒設計，高度為35厘米（14吋），重3.8公斤（8.4磅）。獎盃為純銀鍍金鑄成，基座則由青金石製成。1954年，為了容納更多獲勝國而重製基座。雷米金盃上有一個十邊形的獎杯，由希腊神話中帶有翅膀的胜利女神尼刻所支撐。1930年6月21日，康特·沃德號在尼斯東南的濱海自由城啟航，運送雷米金盃至第一屆世界盃主辦國烏拉圭。同船的還有參加1930年世界盃的法國國家足球隊、羅馬尼亞國家足球隊和比利時國家足球隊。首隊贏得雷米金盃者為烏拉圭國家足球隊。
意大利國家足球隊於1938年贏得冠軍，由於賽事在第二次世界大戰期間舉行，意大利足球總會主席兼任副主席奧托里諾·巴拉西秘密地從羅馬一間銀行運送獎盃出來，並藏於家中一鞋盒，以防和納粹黨成員發現。1958年世界盃，巴西國家足球隊奪冠，媒體希望能將雷米金盃拍得更好，要求時任隊長把獎盃舉高。自此，每屆冠軍隊伍隊長都會高舉獎盃，動作成為世界盃的傳統。
1966年3月20日，即英格蘭國家足球隊贏得1966年世界盃之前的四個月，該屆世足主辦國英國將雷米金盃放在倫敦衛理公會中央禮堂公開展出時一度被盜，一星期後獎盃被一隻叫皮科斯（Pickles）的小狗尋回，它被人以報紙包着，棄於南倫敦上諾伍德比尤拉山郊區一處花園的樹籬下。出于安全考虑，英格蘭足球總會秘密地製作了一件雷米金盃的仿製品以作展示用途，一直被使用到1970年原本的雷米金盃歸還予國際足球總會。由於國際足球總會明確否認授權製作仿製品的許可，因此之後這件仿製品不能公開展示，多年來由製造單位收藏。1997年，這件仿製品於一場拍賣會中以25萬4千歐元售出，而買家為國際足球總會，由于成交价比底价2萬至3萬歐元高出超過十倍，外界有猜测認為拍賣的並非仿製品而是原本的雷米金盃，但國際足球總會进行的鉴定显示拍賣的金盃為仿制品，之後國際足球總會將仿製品租借予位於曼徹斯特的國家足球博物館作展示。
巴西國家足球隊贏得1970年世界盃後，成為首支贏得3次世界盃的球隊。根據在1930年的規定，容許巴西永久保留雷米金盃。獎盃被放置在於里約熱內盧的巴西足球協會總部的一個陳列櫃中，陳列櫃設有防彈玻璃作保護用途。1983年12月19日，獎盃再次被盜，四名男子闖入巴西足協總部，撬開放置獎盃的陳列櫃後方，趁着沒有警衛偷走獎盃；至今雷米金盃仍未被尋回，普遍相信獎盃已被熔掉出售。現時僅存1930年至1950年間四屆冠軍的基座，2015年之前由保存在瑞士蘇黎世總部的地庫中。
曾委託伊士曼柯達公司製造一件雷米金盃的仿製品，以1.8公斤（3.97磅）的黃金製成，並於1984年贈送予巴西軍政府總統若昂·菲格雷多。此獎盃於2014年世界盃舉行期間，ESPN用作拍攝一輯名為「Mysteries of the Rimet Trophy」紀錄片。

## 大力神盃

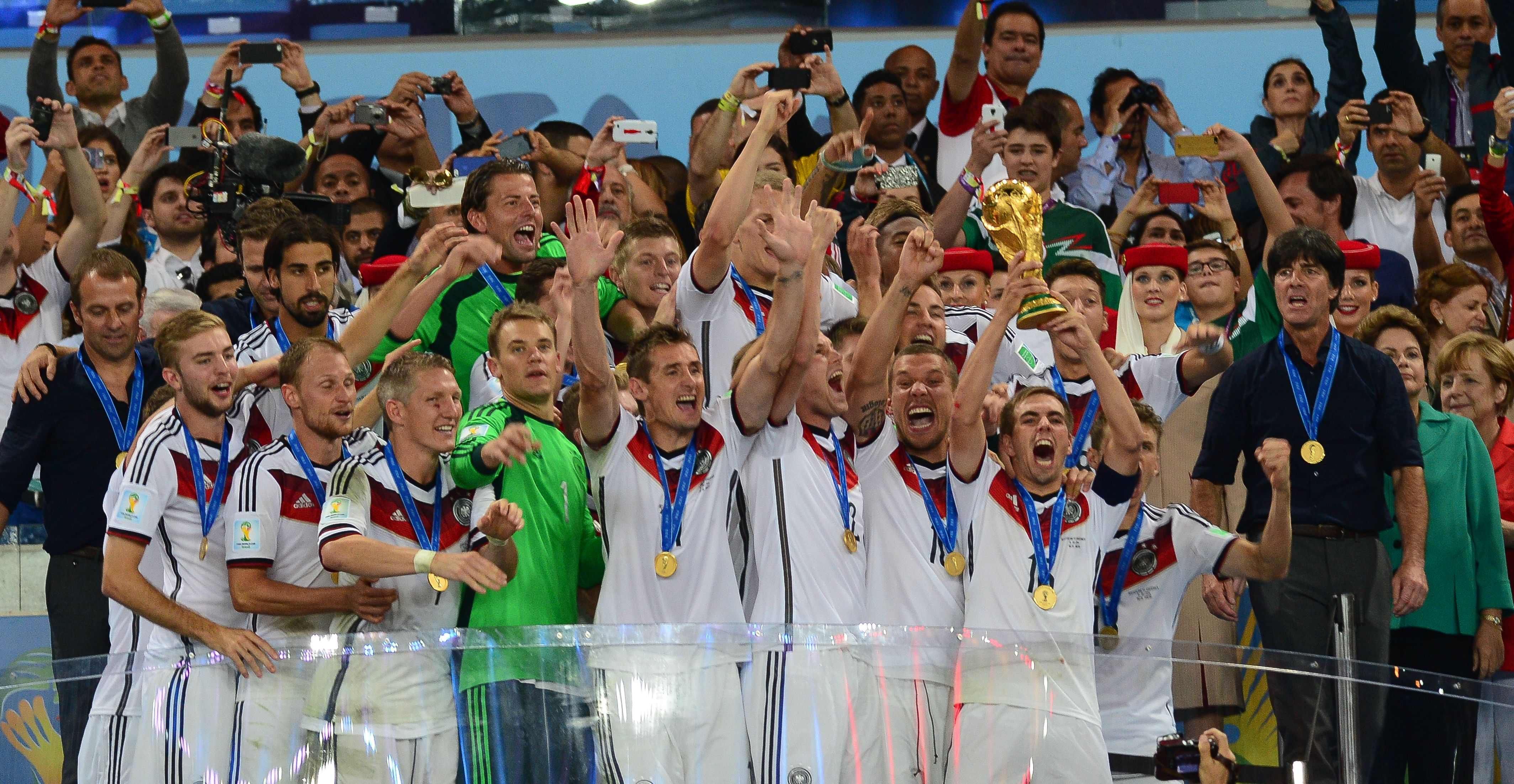
2014年，德國國家足球隊贏得世界盃後，隊長菲利普·拉姆舉起世界盃慶祝

現行國際足協世界盃，在中文世界又被稱作「大力神盃」，屬第二代獎盃，此獎盃於1974年世界盃開始使用。在巴西永久保存雷米金盃後，公開招標設計新的獎盃。結果由意大利設計師西爾維奧·加扎尼加的獎盃設計被選出。大力神盃的高度為36.8厘米，重6.1公斤。獎盃以由18K金铸成，基座的直徑為13.1厘米，由兩層綠色孔雀石製成，而造型則為兩個大力士雙手高舉地球。西爾維奧·加扎尼加形容獎盃「線條從底部開始以螺線型升起，展開以接收全個地球。簡潔設計的獎盃有着非凡的張力和活力，可見兩位運動員勝利一刻的情景。」
大力神盃的底部刻有「國際足協世界盃」（FIFA World Cup）的字樣。在1994年世界盃後，獎盃的基座底部加裝了一塊板，在獎盃直立時無法看見，用以刻上贏得世界盃的年份和國家。奪冠年份以數字刻在板上，而國家名字則以其官方語言刻在板上。例如「1974 Deutschland」和「1994 Brasil」顯示德國和巴西分別於1974年和1994年贏得世界盃。但在2010年，奪冠的西班牙刻在板上的國家名字則以英文「2010 Spain」雕刻，並非以西班牙文雕刻。直至2014年，板上已刻有10屆奪冠的國家，重新換上另一塊全新的板，並以螺旋型的方法雕刻，以容納將來世界盃奪冠國家的名稱，讓這個獎盃不會輕易在2030年或者2038年因為填滿而退役。西班牙的國家名字亦改以西班牙文「2010 España」雕刻。
的聲明明確指出，大力神盃屬永久擁有的財產，任何奪冠國家隊不可永久保有，而國家隊只被准許於奪冠起計保管正版獎盃兩星期，其後須交還予擁有者並接收一個銅製鍍金的仿製品。

## 冠军
雷米金盃
- 乌拉圭 - 1930年，1950年
- 義大利 - 1934年，1938年
- 西德 - 1954年
- 巴西 - 1958年，1962年，1970年
- 英格兰 - 1966年

大力神杯
- 德国 - 1974年[a]，1990年[a]，2014年
- 阿根廷 - 1978年，1986年，2022年
- 義大利 - 1982年，2006年
- 巴西 - 1994年，2002年
- 法國 - 1998年，2018年
- 西班牙 - 2010年

各球隊奪得世界盃冠軍的次數
| 国家   | 雷米金盃 | 大力神杯 | 总计 |
| ------ | -------- | -------- | ---- |
| 巴西   | 3        | 2        | 5    |
| 意大利 | 2        | 2        | 4    |
| 德国   | 1        | 3        | 4    |
| 阿根廷 | 0        | 3        | 3    |
| 乌拉圭 | 2        | 0        | 2    |
| 法国   | 0        | 2        | 2    |
| 英格兰 | 1        | 0        | 1    |
| 西班牙 | 0        | 1        | 1    |
| 总计   | 9        | 13       | 22   |